# Amambanda
Amambanda is een single van Treble. Het is afkomstig van hun album Free.

## Achtergrond
Door het ontbreken van succes op het Eurovisiesongfestival 2005 pakte Nederland het weer eens anders aan bij de selectie voor het Nationaal Songfestival 2006. Er werd gekozen uit een drietal artiesten. Treble, dat vocaal getraind werd door Alex Ligterwood van Santana, won dat festival met ruime voorsprong met hun eigen werk Amambanda. De bedoeling om weer eens verder te komen dan de voorronde van het Eurovisiesongfestival 2006 werd echter niet gehaald. Nederland eindigde in de achterste regionen in de voorronde en mocht dus niet direct deelnemen aan de finaleronde van versie 2007. Na dat songfestival begon het bij Treble te sputteren. Ze bestond dan weer wel en dan weer niet. In het voorjaar 2010 viel het doek.
Keith Olsen was eerder muziekproducent van Fleetwood Mac, Supertramp en Santana.

## Hitnotering
Voor een dergelijke matige score op het songfestival waren de hitnoteringen nog niet eens zo slecht. Het kon echter niet tippen aan de eerdere single van Treble Ramaganana uit 2003, die een nummer 1-positie haalde.

### Nederlandse Top 40
| Positie: | 34 | 33 | 35 | uit |

### NederlandseSingle Top 100
| Positie: | 95 | 10 | 14 | 19 | 33 | 39 | 46 | 68 | 66 | 67 | 85 | uit |

1956: De vogels van Holland / Voorgoed voorbij · 1957: Net als toen · 1958: Heel de wereld · 1959: 'n Beetje · 1960: Wat een geluk · 1961: Wat een dag · 1962: Katinka · 1963: Een speeldoos · 1964: Jij bent mijn leven · 1965: 't Is genoeg · 1966: Fernando en Filippo · 1967: Ring-dinge-ding · 1968: Morgen · 1969: De troubadour · 1970: Waterman · 1971: Tijd · 1972: Als het om de liefde gaat · 1973: De oude muzikant · 1974: Ik zie een ster · 1975: Ding-a-dong · 1976: The party's over · 1977: De mallemolen · 1978: 't Is O.K. · 1979: Colorado · 1980: Amsterdam · 1981: Het is een wonder · 1982: Jij en ik · 1983: Sing me a song · 1984: Ik hou van jou · 1986: Alles heeft ritme · 1987: Rechtop in de wind · 1988: Shangri-la · 1989: Blijf zoals je bent · 1990: Ik wil alles met je delen · 1992: Wijs me de weg · 1993: Vrede · 1994: Waar is de zon · 1996: De eerste keer · 1997: Niemand heeft nog tijd · 1998: Hemel en aarde · 1999: One good reason · 2000: No goodbyes · 2001: Out on my own · 2003: One more night · 2004: Without you · 2005: My impossible dream · 2006: Amambanda · 2007: On top of the world · 2008: Your heart belongs to me · 2009: Shine · 2010: Ik ben verliefd (sha-la-lie) · 2011: Never alone · 2012: You and me · 2013: Birds · 2014: Calm after the storm · 2015: Walk along · 2016: Slow down · 2017: Lights and shadows · 2018: Outlaw in 'em · 2019: Arcade · 2020: Grow · 2021: Birth of a new age · 2022: De diepte · 2023: Burning daylight · 2024: Europapa